# دين سائر
دين سائر (بالإنجليزية: floating debt) هو دين غير مضمون على الشركة أو المؤسسة، وهو يكون في العادة دينا جاريا، أي بعكس الدين المضمون أو المكفول. والدين المضمون "secured debt" هو دين كفل المدين تسديده بضمان إضافي أعطاه للدائن ، كضمان أو رهن أو أوراق تجارية مالية أو ما شابهها.

## اقرأ أيضاً
- كمبيالة مضمونة
- سند ضمان
- سند الدخل
- تقدير السند
- وسيط سندات
- التزام قانوني
- مردود الاستثمار
- الحد الأدنى للعائد
- مركز مربح
- مركز تكلفة
- مركز استثماري